# IKCO Runna

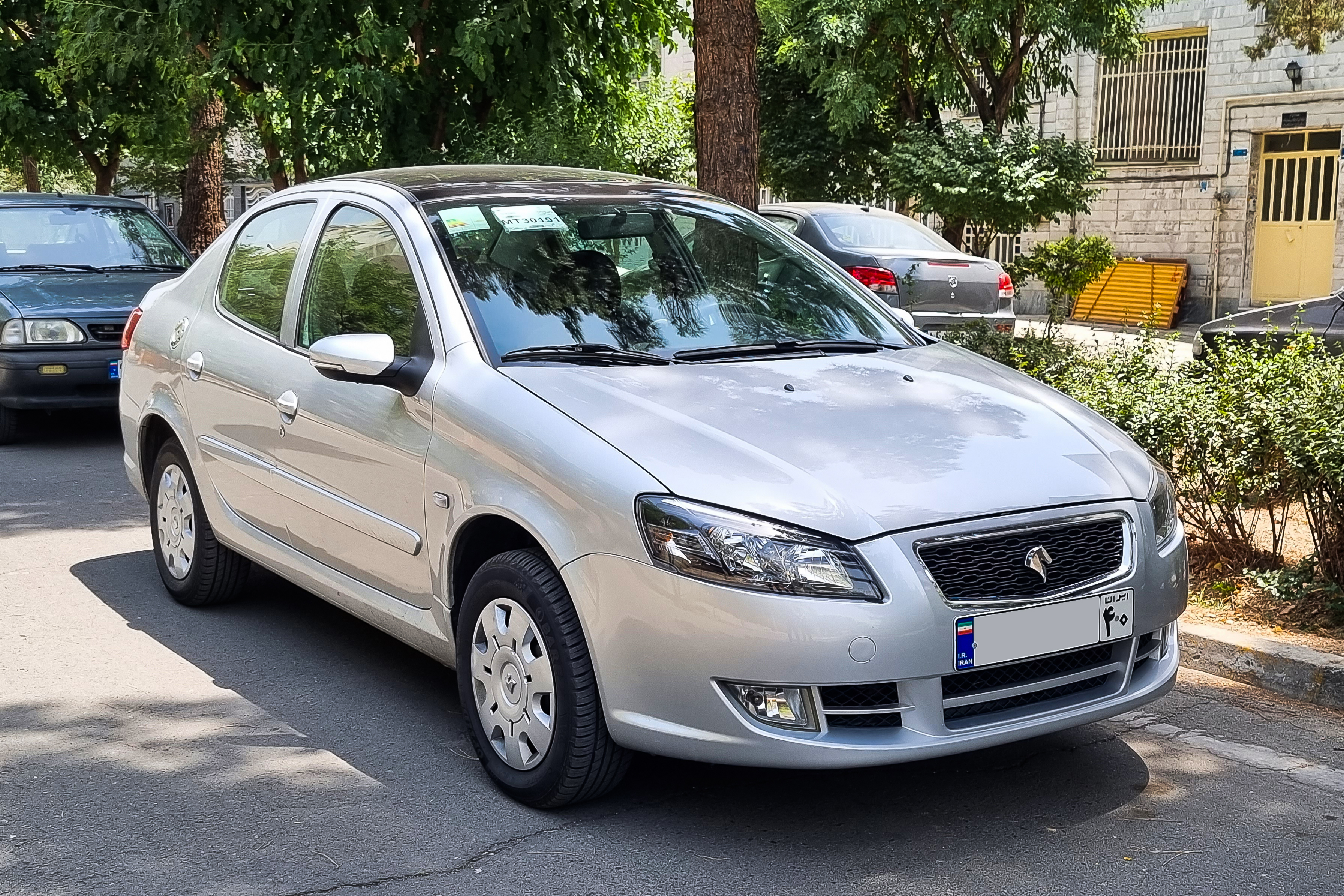
IKCO Runna Plus (seit 2021)

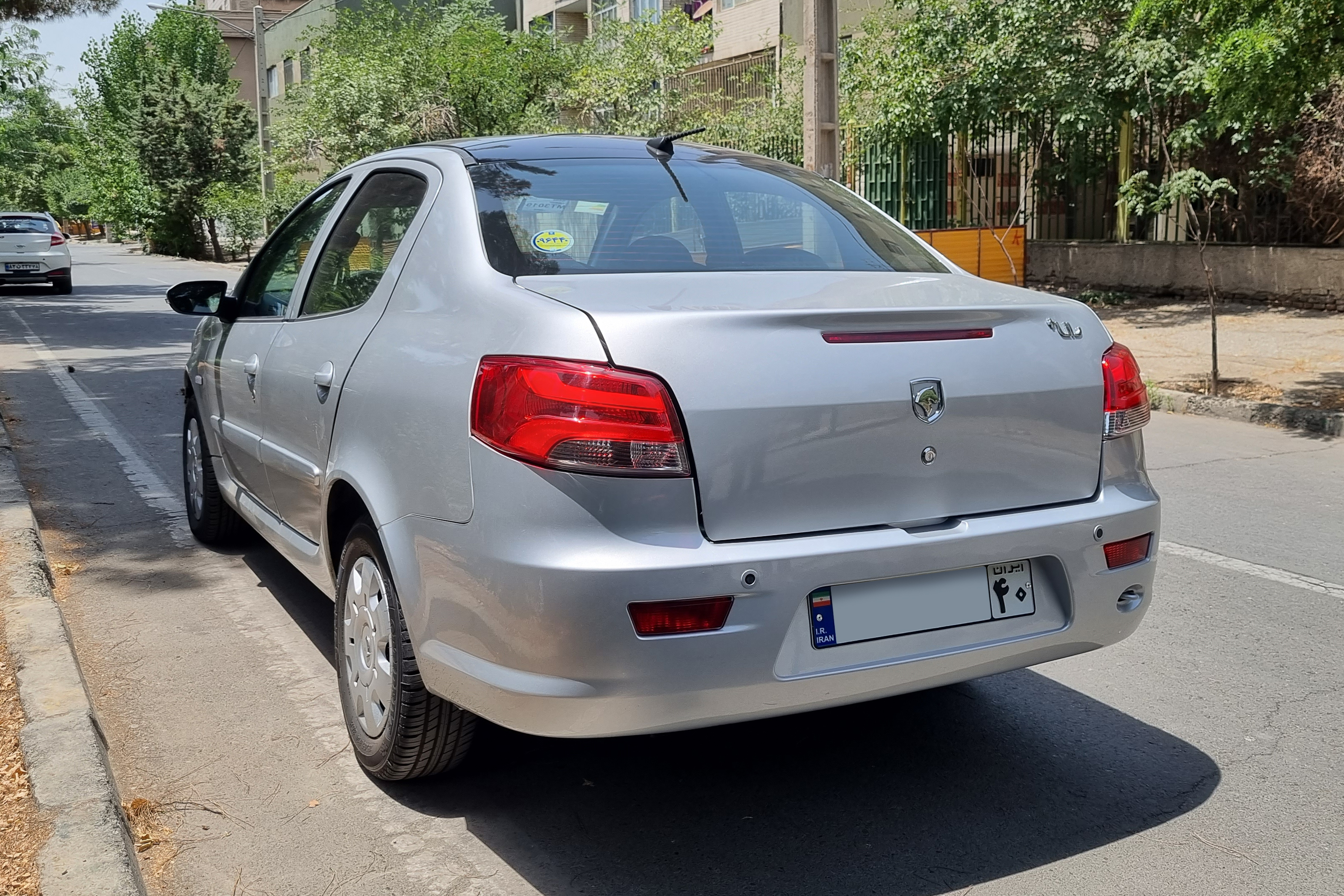
Heckansicht

Der IKCO Runna ist eine Limousine des iranischen Herstellers Iran Khodro auf Basis der nicht in Europa angebotenen Stufenheck-Version des Peugeot 206.

## Geschichte
Vorgestellt wurde der Runna Anfang 2009. Mitte 2011 kam es auf dem iranischen Heimatmarkt in den Handel. 2021 folgte der überarbeitete Runna Plus. 2022 startete Wallyscar in Tunesien mit der Produktion der Baureihe. Dort wird sie als Wallyscar 719 vermarktet.

## Technische Daten
Angetrieben wird der Runna von einem 1,6-Liter-Ottomotor vom Typ TU5, der auch schon im Peugeot 206 zum Einsatz kam. Im 2021 eingeführten Plus ist er etwas stärker.
|                                             | Runna                 | Runna Plus            |
| Motorkenndaten                              |                       |                       |
| Bauzeitraum                                 | seit 2010             | seit 2021             |
| Motortyp                                    | R4-Ottomotor          | R4-Ottomotor          |
| Motoraufladung                              | —                     | —                     |
| Hubraum                                     | 1587 cm³              | 1587 cm³              |
| Verdichtungsverhältnis                      | 10,5 : 1              | 10,5 : 1              |
| max. Leistung bei min−1                     | 77 kW (105 PS) / 5800 | 83 kW (113 PS) / 5800 |
| max. Drehmoment bei min−1                   | 142 Nm / 4000         | 144 Nm / 4000         |
| Kraftübertragung                            |                       |                       |
| Antrieb                                     | Vorderradantrieb      | Vorderradantrieb      |
| Getriebe                                    | 5-Gang-Schaltgetriebe | 6-Gang-Schaltgetriebe |
| Messwerte                                   |                       |                       |
| Höchstgeschwindigkeit                       | 190 km/h              | 190 km/h              |
| Beschleunigung, 0–100 km/h                  | 11,6 s                | 11,2 s                |
| Kraftstoffverbrauch auf 100 km (kombiniert) | 7,3 l Super           | 7,0 l Super           |
| Tankinhalt                                  | 50 l                  | 50 l                  |